# William Wilde

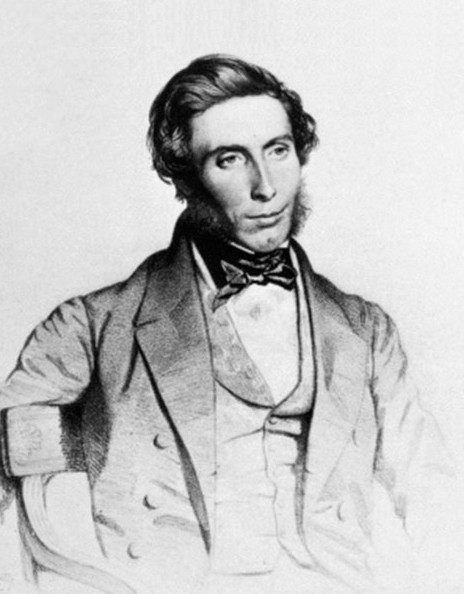
William Wilde, 1847

William Robert Wills Wilde (* März 1815 bei Castlerea, Irland; † 19. April 1876 in Galway) war ein irischer Chirurg, Ophthalmologe, Otologe und Vater von Oscar Wilde.

## Leben
William R. W. Wildes Vater war Landarzt in der Grafschaft Roscommon und behandelte die Armen meist unentgeltlich. Im Jahr der Schlacht bei Waterloo zur Welt gekommen, studierte William Wilde an der Medical School des Trinity College Dublin. Dort war er Gehilfe von Abraham Colles. Im letzten Jahr der Ausbildung in Chirurgie und Geburtshilfe erkrankte er an Typhus. Robert James Graves empfahl kräftige Ernährung und stündlich ein starkes Ale. Wilde überlebte. Am 16. März 1837 wurde er Fellow des Royal College of Surgeons in Ireland.

### Bildende Reisen
Ein wohlhabender Patient lud ihn auf eine Mittelmeer- und Madeira-Reise ein. In Ägypten fielen Wilde die vielen Trachomkranken auf. Er bestieg die Chephren-Pyramide und stieß mit einem einheimischen Führer auf ein Grab, das schon in der Antike geplündert worden war. Einen Zwerg und mehrere Ibisse in Einbalsamierung wollte er nach Dublin schaffen; ob es ihm gelang, ist nicht klar. Zurück in Irland, veröffentlichte er einen Reisebericht. Im Dublin University Magazine setzte er sich dafür ein, die Nadeln der Kleopatra nach London zu bringen. Der Anregung folgte man 1878.
Nachdem er sich an Ausgrabungen in Meath beteiligt hatte, eröffnete er eine Arztpraxis in Dublins Great Brunswick Street. Von seinem Witz und Charme angetan, lud Maria Edgeworth Wilde zu einer Besuchsreise angesehener Kliniken ein. Die erste Station war das Moorfields Eye Hospital, die zweite das Allgemeine Krankenhaus Wien. Dort unterrichtete ihn Carl von Rokitansky in Pathologie. Zusehen durfte er Augenoperationen von Anton von Rosas und Friedrich Jäger von Jaxtthal. Die weitere Reise ging über Dresden und Heidelberg nach Berlin, wo er Johann Friedrich Dieffenbach erlebte.

### Arzt in Dublin
Er verschrieb sich der Ophthalmologie und eröffnete – im Alter von 29 Jahren – im Februar 1844 das Ophthalmic Hospital an dispensary for diseases of the Eye and the Ear. Behandelt wurden vor allem nicht begüterte Patienten. Wilde verzichtete häufig auf eine Rechnung. Vier Jahre später kaufte er das Gebäude seiner medizinischen Lehrstätte. Das neue St. Marks Hospital hatte einen Operationssaal mit Zuschauerrängen, einen Vortragsraum und Krankenzimmer für 20 stationäre Patienten. Der Ruf des Hauses zog Kollegen aus aller Welt an. Durch Fusion mit einer anderen Klinik entstand 1897 das Royal Victoria Eye and Ear Hospital. Wilde wurde als Herausgeber des Dublin Quarterly Journal of Medical Science berufen.
Barbara Belford (1935–2010), die Biographin seines Sohnes, schrieb:

„Wilde wurde zu einer bedeutenden Persönlichkeit in den medizinischen und intellektuellen Kreisen Dublins. Was ihm fehlte, war allerdings ein Einkommen, das dieser Stellung entsprach.“

### Freund der Frauen
Wilde war ein Freund des Theaters – und hübscher Schauspielerinnen. Trotz seiner mandibulären Retrognathie hatte er bei Frauen „phänomenalen Erfolg“. Dem 1838 geborenen Sohn folgten 1847 und 1849 Töchter von einer anderen Frau. Am 14. November 1851 heiratete er die wohlhabende 30-jährige Jane Francesca Elgee. Kurz nach der Hochzeit in die Volkszählungskommission für Irland berufen, bereiste Wilde alle 32 Grafschaften Irlands. Er schaute dem Volk aufs Maul und veröffentlichte –  neben dem Statistikwerk  – ein Buch über Legenden und Aberglauben in Irland. 1852 kam der Sohn William Charles („Willie“) zur Welt. Ihm folgte 1854 Oscar Fingal O'Flahertie Wills Wilde – Oscar Wilde. Drei Jahre später vergrößerte Isola Francesca Emiliy die Familie. In ebendiesen Jahren schrieb William Wilde Standardwerke zur Chirurgie des Auges und des Ohrs. Das Ohrbuch wurde auch in die deutsche Sprache übersetzt. 1853 wurde er zum Royal Ophthalmologist in Irland ernannt. Zu seinen Schülern in Dublin gehörte 1855 der deutsche Ohrenarzt Anton Friedrich von Tröltsch. Wilde operierte den Vater von George Bernard Shaw. Trotz aller Kinder, Ehrungen und öffentlicher Auftritte florierte seine Privatpraxis. Hilfe hatte er in seinem außerehelichen Sohn Henry Wilson, der in Dublin, Heidelberg, Wien und Berlin studiert hatte.

### Unglück

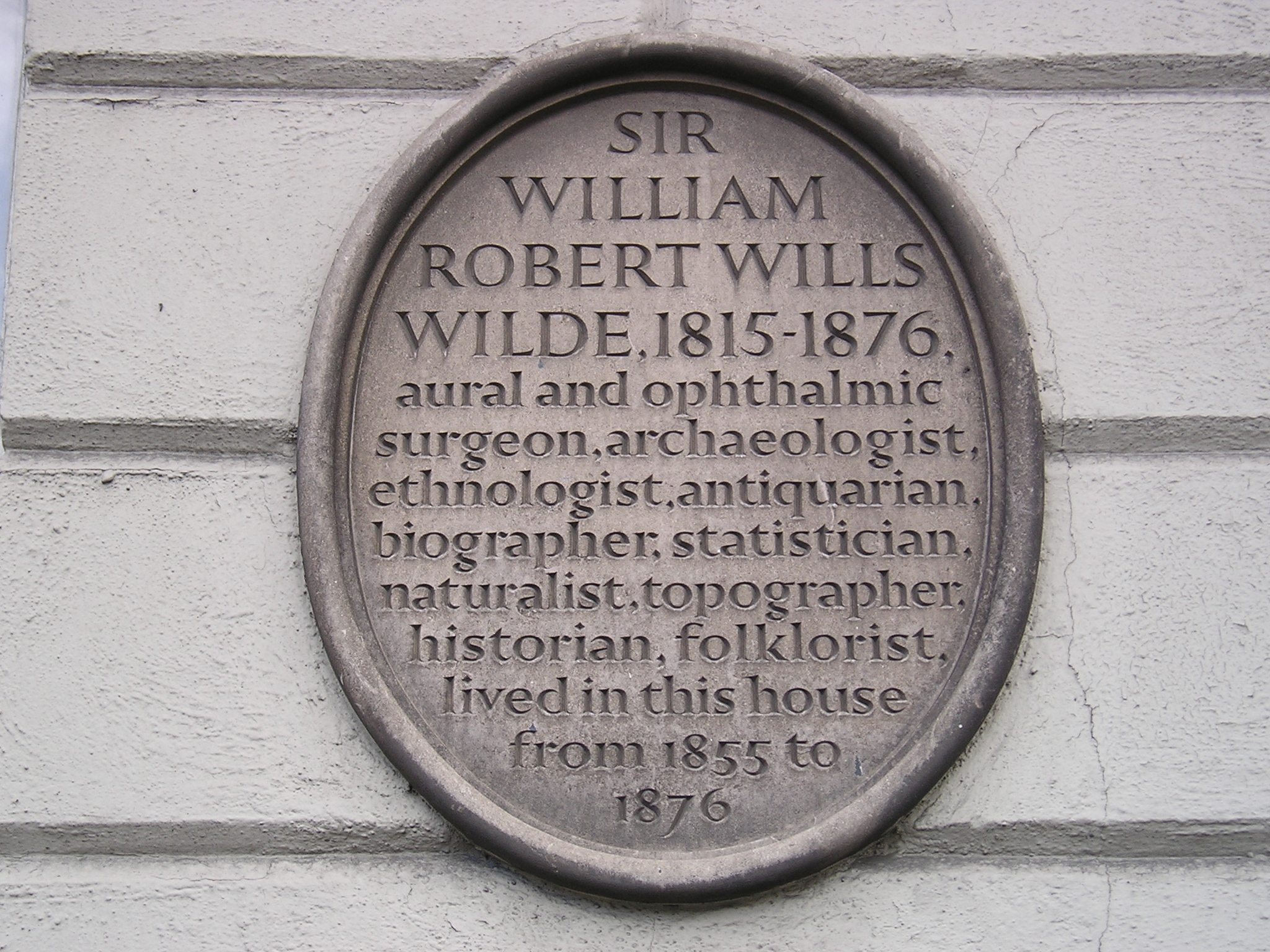
Gedenktafel in Dublin

Seit 1864 Knight Bachelor, geriet Wilde in einen Skandal. Eine mit den Wildes gut vertraute Patientin bezichtigte Sir William sexuellen Missbrauchs. Das Gericht verurteilte das Ehepaar Wilde zu einem symbolischen Schadenersatz. 1867 starb die Tochter Isola. Wildes illegitime Töchter Emily und Mary – ausgegeben als Kinder seines geistlichen Bruders Ralph Wilde – besuchten im Herbst 1871 einen Tanzball in Monaghan. An einem Kamin fing Emilys Kleid Feuer. Mary wollte ihr helfen. Beide Schwestern kamen um. William Wilde zog sich auf seinen Besitz Moyture House in Galway zurück.  An Gicht und Asthma bronchiale leidend, starb er dort mit 61 Jahren. In der Zeit der Totenwache kam eine verschleierte Frau, wahrscheinlich die Mutter von Emily und Mary, mehrfach an sein Totenbett. Beigesetzt wurde Wilde auf dem Mount Jerome Cemetery. An seinem Wohnhaus Merrion Square 1 in Dublin erinnert eine Gedenktafel an ihn.

## Schriften und Neudrucke
- Narrative of a voyage to Madeira, Teneriffe and along the shores of the Mediterranean, including a visit to Algiers, Egypt, Palestine, Tyre, Rhodes, Telmessus, Cyprus, and Greece. With observations on the present state and prospects of Egypt and Palestine, and on the climate, natural history and antiquities of the countries visited. Dublin 1844.
- The closing years of Dean Swift's life, with remarks on Stella, and on some of his writings hitherto unnoticed. Dublin 1849.
- Medico-legal observations upon infantile leucorrhœa, arising out of the alleged cases of felonious assaults on young children, recently tried in Dublin. London 1854.
- A descriptive catalogue of the antiquities ... in the Museum of the Royal Irish Academy. Dublin 1857–1862.
- An essay on the malformations and congenital diseases of the organs of sight. London 1862.
- The beauties of the Boyne and its tributary, the Blackwater. Dublin 1949.
- Lough Corrib, its shores and islands. New York 1971.
- Irish popular superstitions. Rowman and Littlefield, Totowa NJ 1973.